# Релси и траверси
„Релси и траверси“ (на английски: Rails & Ties) е американска драма от 2007 г. на режисьора Алистън Истууд, по сценарий на Мики Леви. Във филма участват Кевин Бейкън, Марша Гей Хардън, Майлс Хейцър, Юджийн Бърд, Браян Богулски и Бони Рут. Филмът е пуснат в САЩ от Уорнър Брос Пикчърс на 26 октомври 2007 г.

## Актьорски състав
| Актьор           | Роля          |
| ---------------- | ------------- |
| Кевин Бейкън     | Том Старк     |
| Марша Гей Хардън | Меган Старк   |
| Майлс Хейцър     | Дейви Данър   |
| Марин Хинкъл     | Рене          |
| Юджийн Бърд      | Отис Хигс     |
| Бони Рут         | Лора Данър    |
| Стийв Естин      | Ен Би Гарсия  |
| Лора Серон       | Сюзън Гарсия  |
| Марго Мартиндейл | Джули Нийси   |
| Катрин Джустън   | Госпожа Браун |